# برج تلویزیونی آستارا
برج تلویزیونی آستارا (ترکی آذربایجانی: Astara televiziya qüllə) یک برج تلویزیونی و دکل مخابراتی فولادی به‌طول ۲۴۳٫۹ متر (۸۰۰ فوت) است که در شهرستان آستارا در جنوب‌شرق جمهوری آذربایجان واقع شده‌است. آنتن متصل به نقطه انتهایی برج دارای یک گره است که با چهار میله متقابل ثابت در بدنه اصلی برج قرار گرفته‌اند. از این برج برای انتقال موج‌های TV و FM و AM و پخش آن‌ها و راه‌اندازی خدمات وسایل مخابراتی از جمله تلفن همراه بهره برده می‌شود.
از نظر بلندی، برج تلویزیون آستارا تقریباً ۲۰۰ متر (۶۵۶ فوت) ارتفاع دارد (به استثنای آنتن و نقطه نوک برج)، با احتساب آن‌ها ارتفاعش تقریباً به ۲۴۴ متر (۸۰۱ فوت) می‌رسد (به‌طور دقیق، ارتفاع کلی آن ۲۴۳٫۸۴ متر (۸۰۰ فوت)).

## تاریخچه
از آنجایی که شهر آستارا در اواخر سده بیستم میلادی در حال توسعه بود، از آن زمان یک سامانه پخش چندمنظوره FM/TV که از راه یک برج تلویزیونی منتقل می‌شد، یک نیاز ضروری بود؛ در نتیجه، ساخت برج تلویزیون آستارا در سال ۱۹۸۱ میلادی آغاز شد. در همان سال، پس از چند ماه، فرایند ساخت برج تلویزیونی آستارا به پایان رسید.

## انتقال
برج تلویزیونی آستارا پخش تلویزیونی FM/TV را در سراسر شهر آستارا حتی تا مناطقی از خاک ایران (شهر هشتپر) را هم پوشش می‌دهد.
| فرکانس (مگاهرتز) | قطبش  | برنامه   | سال      | زبان      | HMax (بیشینه ارتفاع نسبی مؤثر) | PMax (بیشینه توان مؤثر) |
| ---------------- | ----- | -------- | -------- | --------- | ------------------------------ | ----------------------- |
| ۹۰               | عمودی | آذتی‌وی   | ۱۹۲۶-حال | ترکی آذری | ۵۶                             | ۳۱                      |
| ۹۹٫۷۵            | افقی  | یک روسیه | ۱۹۳۸-حال |           |                                | ۳٫۹                     |
| ۱۰۴٫۳            | مخلوط | Araz FM  |          |           |                                |                         |

## جغرافیا
برج تلویزیونی آستارا که با نام دکل رله هم شناخته می‌شود در روستای ارچیوان از توابع شهر آستارا قرار گرفته که از خاک ایران هم تا فاصله زیادی قابل دیدن است. شهر آستارا مرکز شهرستان یا رایون آستارا، در جنوب شرقی جمهوری آذربایجان است. این شهر در مجاورت شهر آستارا در ایران قرار گرفته‌است.